# 파로톡스
파로톡스는 이탈리아의 고대 식이요법 중 하나로 탄수화물을 제한하여 혈당 급상승(혈당 스파이크)를 예방하고 포만감을 오래 유지시켜 체중 감량을 돕는 저당저탄 혈당 다이어트 방법이다.

## 어원
12,000년 전 문명 발생지인 메소포타미아 지역에서 처음 재배된 고대 곡물이자 슈퍼 곡물 파로(Farro)와 몸의 염증과 체내 축적된 독소를 뺀다는 의미의 디톡스(Detox)의 어원으로 비롯된 ‘파로톡스 다이어트’는 기름진 음식을 많이 섭취하는 이탈리아에서 유래한 전통 다이어트 방법이다.
뱃살의 종류에는 크게 2가지가 있는데, 하나는 피하지방 또 하나는 내장지방이다. 보통 젊은 나이의 뱃살은 옆으로 찌는 경우가 많고 만졌을 때 물렁한 경우가 많은데 이런 뱃살을 피하지방이라고 한다. 반대로 나이가 들수록 뱃살이 앞으로 튀어나오며 만졌을때 단단한 경우가 많은데, 이런 경우의 뱃살이 내장지방이라고 볼 수 있다.

## 현황
파로는 우리에게는 낯설지만 아주 오랜 역사를 지녔다. 고대 메소포타미아 문명 때부터 인류가 애용해온 밀 곡물이다. 고소한 풍미와 쫄깃한 식감을 지녔으며 풍부한 영양을 지녔고 단백질과 섬유질, 마그네슘과 아연이 듬뿍 들어있으며 무엇보다 저항성 전분이 높아 이탈리아에서 는 파로톡스 다이어트 방법이 환영을 받고 있다. 100g 기준 백미에는 0.64g, 현미에는 2.63g 들어있는 저항성 전분이 파로에는 무려 17.1g이나 들어있다. 덕분에 포만감이 오래가 과식을 방지해 주는 효과가 있다. 고대인들은 이런 파로의 효과를 일찍이 알아채고 군사 식량으로도 사용했다.
오늘날 많은 이들이 즐겨 먹는 인스턴트 식품이나 정제 곡물들에는 다량의 당분이나 과도한 탄수화물이 함유돼 있어 비만의 주된 요인이 될 수 있다. 최근 해외뿐만 아니라 국내에서도 젊은 당뇨 환자가 급증한 것도 정제된 곡물을 다량 섭취함으로써 식후 혈당이 급격히 치솟는 혈당 스파이크가 흔해졌기 때문이다.
같은 양 또는 칼로리를 섭취하더라도 정제 탄수화물은 비정제 탄수화물에 비해 체내 흡수속도가 빠르며 혈당을 상승시키는 속도 또한 빠르다. 이로 인해 인슐린 분비가 촉진되고 허기를 금방 느끼게 되는 것이다.
따라서 장기적 관점에서 건강을 관리하고 다이어트에 성공하고자 한다면 매일 먹는 탄수화물부터 건강한 것으로 바꾸는 것이 중요하다. 특히 한국인들의 경우 일일 탄수화물 섭취량이 세계 권장 평균의 약 세 배에 달하므로 탄수화물을 잘 선별해 먹는 것이 좋다. 정제 탄수화물보 다는 통곡물과 같은 복합탄수화물을 섭취해야 혈당 스파이크를 방지하고 체중조절을 하는데 도움이 될 수 있다.

## 특징
1. 식이섬유, 비타민, 단백질, 마그네슘, 미네랄 등을 풍부하게 함유하고 있다.
2. 파로의 풍부한 저항성전분과 식이섬유는 사람의 소화를 천천히 도와 혈당 급상승(혈당 스파이크)을 예방하고 포만감을 오래 유지시켜주고, 변비 예방에도 효과적이다.
3. 파로톡스는 탄수화물의 함량이 낮고 당 수치가 낮아 온전히 섭취 시 혈당 관리가 가능하며, 저당으로 유명한 타 고대곡물 호라산 밀 보다 당 함량이 더 낮아 저당 곡물이라는 특징을 가지고 있다.
4. 파로톡스는 ‘파로 쌀’을 100kg을 곱게 간 분자단위 효소로 섭취하는 것이 밥으로 지어먹는 것보다 훨씬 더 효율적이다.
5. 파로톡스의 주원료인 파로의 에머 품종은 각종 항산화항산화 화합물을 많이 포함하고 있다. 대표적으로 카로티노이드, 루테인, 제아잔틴, 폴리페놀, 페놀산, 셀레늄 등이 있고 이 성분들은 면역력 증진 및 피부노화 개선에 도움이 된다.
6. 파로톡스는 아라비노자일란, 피토스테롤 등 섭취 시 콜레스테롤 및 공복혈당 수치를 감소 시켜주는 성분을 포함하고 있어 당뇨병 환자 및 혈당조절이 필요한 사람들의 식단에 권장된다.
7. 통곡물은 도정을 거치지 않은 곡물을 뜻하는데 이러한 곡물의 껍질에는 높은 함량의 피트산이 포함돼있다. 피트산은 미네랄이나 각종 영양소의 흡수를 방해해 영양결핍을 유발하는 성분이며 도정을 거칠수록 피트산의 함량은 낮아진다. 하지만 파로는 통곡물임에도 불구하고 도정을 거친 백미보다도 피트산 함량이 현저히 낮아, 타 곡물과 비교했을때 더 많은 영양소를 체내에 충분히 흡수시켜 건강한 섭취를 도와준다.

## 역사
복합탄수화물의 좋은 예로는 유전자 변형이나 교배를 하지 않은 고대곡물인 파로(FARRO)는 약 12,000년 전 인류가 처음 재배한 곡물 중 하나로도 알려져 있으며 오늘날에도 이탈리아 토스카나 지방을 중심으로 엄격한 생산관리 하에 재배되고 있다. 파로는 저당, 저탄수곡물로도 유명한데, 100g에는 당이 2.4g 정도만 함유돼 있다. 이는 저당 곡물로 알려진 카무트보다도 3배 이상 당 함량이 적다.